# Campeonato Brasileño de Fútbol 1999
El Campeonato Brasileño de Serie A 1999 fue la 44.ª edición del Campeonato Brasileño de Serie A. El torneo se extendió desde el 24 de julio de 1999 hasta el 22 de diciembre del corriente año. El club Corinthians de São Paulo ganó el campeonato, su tercer título a nivel nacional y segundo consecutivo, tras la obtención de los torneos de 1990 y 1998.
El número de equipos para este campeonato se vio reducido de 24 a 22, los cuatro equipos descendidos la temporada pasada América Mineiro, Goiás, Bragantino y América de Natal son reemplazados por Gama y Botafogo Ribeirão-Preto, campeón y subcampeón de la Serie B 1998.

## Formato de disputa
Primera Fase: Los 22 clubes juegan todos contra todos en una única ronda, los 8 primeros colocados clasifican a cuartos de final.
Fase Final: Cuartos de final, semifinales y final, con sistema de eliminación directa al mejor de tres partidos, en caso de que un club triunfe en los dos primeros el tercer juego no es disputado. El posible tercer partido se disputa en casa del equipo que ha logrado el mejor rendimiento en la primera fase.

## Primera fase
- Clasifican los ocho primeros a la segunda fase.
| Pos | Equipo                      | Pts | PJ | PG | PE | PP | GF | GC | Dif  |
| --- | --------------------------- | --- | -- | -- | -- | -- | -- | -- | ---- |
| 1.  | Corinthians                 | 44  | 21 | 14 | 2  | 5  | 49 | 31 | + 17 |
| 2.  | Cruzeiro                    | 42  | 21 | 12 | 6  | 3  | 46 | 32 | + 14 |
| 3.  | Vasco da Gama               | 36  | 21 | 10 | 6  | 5  | 33 | 23 | + 10 |
| 4.  | Ponte Preta                 | 35  | 21 | 10 | 5  | 6  | 23 | 16 | + 7  |
| 5.  | São Paulo                   | 34  | 21 | 11 | 1  | 9  | 35 | 24 | + 11 |
| 6.  | Vitória                     | 34  | 21 | 10 | 4  | 7  | 31 | 33 | - 2  |
| 7.  | Atlético Mineiro            | 33  | 21 | 10 | 3  | 8  | 39 | 30 | + 9  |
| 8.  | Guarani de Campinas         | 33  | 21 | 10 | 3  | 8  | 31 | 22 | + 9  |
| 9.  | Atlético Paranaense         | 31  | 21 | 9  | 4  | 8  | 36 | 31 | 5    |
| 10. | Palmeiras                   | 31  | 21 | 8  | 7  | 6  | 36 | 23 | 13   |
| 11. | Santos                      | 30  | 21 | 8  | 6  | 7  | 25 | 26 | -1   |
| 12. | Flamengo                    | 29  | 21 | 9  | 2  | 10 | 30 | 33 | -3   |
| 13. | Coritiba                    | 29  | 21 | 7  | 8  | 6  | 31 | 29 | 2    |
| 14. | Botafogo                    | 26  | 21 | 8  | 2  | 11 | 23 | 37 | -14  |
| 15. | Gama (A)                    | 26  | 21 | 7  | 5  | 9  | 24 | 29 | -5   |
| 16. | Internacional               | 24  | 21 | 7  | 3  | 11 | 18 | 26 | -8   |
| 17. | Paraná Clube                | 24  | 21 | 6  | 6  | 9  | 23 | 29 | -6   |
| 18. | Grêmio                      | 22  | 21 | 6  | 4  | 11 | 24 | 43 | -19  |
| 19. | Juventude                   | 22  | 21 | 5  | 7  | 9  | 18 | 32 | -14  |
| 20. | Botafogo Ribeirão-Preto (A) | 21  | 21 | 5  | 6  | 10 | 27 | 38 | -11  |
| 21. | Portuguesa                  | 18  | 21 | 4  | 6  | 11 | 27 | 31 | -4   |
| 22. | Sport Recife                | 17  | 21 | 3  | 8  | 10 | 14 | 25 | -11  |

- (A): Ascendido la temporada anterior.

## Segunda fase
|  | Cuartos de final      | Cuartos de final      | Cuartos de final      | Cuartos de final      |   |             | Semifinales                       | Semifinales                       | Semifinales                       | Semifinales                       |  |             | Final                 | Final                 | Final                 | Final                 |  |
|  | 14 al 24 de noviembre | 14 al 24 de noviembre | 14 al 24 de noviembre | 14 al 24 de noviembre |   |             | 28 de noviembre al 8 de diciembre | 28 de noviembre al 8 de diciembre | 28 de noviembre al 8 de diciembre | 28 de noviembre al 8 de diciembre |  |             | 12 al 22 de diciembre | 12 al 22 de diciembre | 12 al 22 de diciembre | 12 al 22 de diciembre |  |
|  |                       |                       |                       |                       |   |             |                                   |                                   |                                   |                                   |  |             |                       |                       |                       |                       |  |
|  |                       |                       |                       |                       |   |             |                                   |                                   |                                   |                                   |  |             |                       |                       |                       |                       |  |
|  | Corinthians           | 0                     | 2                     | 1                     |   |             |                                   |                                   |                                   |                                   |  |             |                       |                       |                       |                       |  |
|  | Corinthians           | 0                     | 2                     | 1                     |   |             |                                   |                                   |                                   |                                   |  |             |                       |                       |                       |                       |  |
|  | Guaraní de Campinas   | 0                     | 0                     | 1                     |   |             |                                   |                                   |                                   |                                   |  |             |                       |                       |                       |                       |  |
|  | Guaraní de Campinas   | 0                     | 0                     | 1                     |   | Corinthians | 3                                 | 2                                 | --                                |                                   |  |             |                       |                       |                       |                       |  |
|  |                       |                       |                       |                       |   | Corinthians | 3                                 | 2                                 | --                                |                                   |  |             |                       |                       |                       |                       |  |
|  |                       |                       | São Paulo             | 2                     | 1 | --          |                                   |                                   |                                   |                                   |  |             |                       |                       |                       |                       |  |
|  | Ponte Preta           | 2                     | São Paulo             | 2                     | 1 | --          | 2                                 | 2                                 |                                   |                                   |  |             |                       |                       |                       |                       |  |
|  | Ponte Preta           | 2                     |                       |                       |   |             |                                   |                                   |                                   |                                   |  |             |                       |                       |                       |                       |  |
|  | São Paulo             | 3                     | 1                     | 3                     |   |             |                                   |                                   |                                   |                                   |  |             |                       |                       |                       |                       |  |
|  | São Paulo             | 3                     | 1                     | 3                     |   |             |                                   |                                   |                                   |                                   |  | Corinthians | 2                     | 2                     | 0                     |                       |  |
|  |                       |                       |                       |                       |   |             |                                   |                                   |                                   |                                   |  | Corinthians | 2                     | 2                     | 0                     |                       |  |
|  |                       |                       | Atlético Mineiro      | 3                     | 0 | 0           |                                   |                                   |                                   |                                   |  |             |                       |                       |                       |                       |  |
|  | Vasco da Gama         | 4                     | Atlético Mineiro      | 3                     | 0 | 0           | 2                                 | 1                                 |                                   |                                   |  |             |                       |                       |                       |                       |  |
|  | Vasco da Gama         | 4                     |                       |                       |   |             |                                   |                                   |                                   |                                   |  |             |                       |                       |                       |                       |  |
|  | Vitória               | 5                     | 2                     | 1                     |   |             |                                   |                                   |                                   |                                   |  |             |                       |                       |                       |                       |  |
|  | Vitória               | 5                     | 2                     | 1                     |   | Vitória     | 0                                 | 2                                 | 0                                 |                                   |  |             |                       |                       |                       |                       |  |
|  |                       |                       |                       |                       |   | Vitória     | 0                                 | 2                                 | 0                                 |                                   |  |             |                       |                       |                       |                       |  |
|  |                       |                       | Atlético Mineiro      | 3                     | 1 | 3           |                                   |                                   |                                   |                                   |  |             |                       |                       |                       |                       |  |
|  | Cruzeiro              | 2                     | Atlético Mineiro      | 3                     | 1 | 3           | 2                                 | --                                |                                   |                                   |  |             |                       |                       |                       |                       |  |
|  | Cruzeiro              | 2                     |                       |                       |   |             |                                   |                                   |                                   |                                   |  |             |                       |                       |                       |                       |  |
|  | Atlético Mineiro      | 4                     | 3                     | --                    |   |             |                                   |                                   |                                   |                                   |  |             |                       |                       |                       |                       |  |
|  | Atlético Mineiro      | 4                     | 3                     | --                    |   |             |                                   |                                   |                                   |                                   |  |             |                       |                       |                       |                       |  |
|  |                       |                       |                       |                       |   |             |                                   |                                   |                                   |                                   |  |             |                       |                       |                       |                       |  |

- Nota: El equipo ubicado en la parte superior de cada llave ejerce de local en los dos últimos partidos.

### Cuartos de final
| Clubes        | Clubes | Clubes              | Resultados | Resultados | Resultados | Resultados |
| Equipo 1      | Puntos | Equipo 2            | 1 juego    | 2 juego    | 3 juego    | Agg.       |
| ------------- | ------ | ------------------- | ---------- | ---------- | ---------- | ---------- |
| Corinthians   | 5:2    | Guarani de Campinas | 0:0        | 2:0        | 1:1        | 3:1        |
| Ponte Preta   | 3:6    | São Paulo           | 2:3        | 2:1        | 2:3        | 6:7        |
| Vasco da Gama | 2:5    | Vitória             | 4:5        | 2:2        | 1:1        | 7:8        |
| Cruzeiro      | 0:6    | Atlético Mineiro    | 2:4        | 2:3        | ---        | 4:7        |

### Semifinales
| Clubes      | Clubes | Clubes           | Resultados | Resultados | Resultados | Resultados |
| Equipo 1    | Puntos | Equipo 2         | 1 juego    | 2 juego    | 3 juego    | Agg.       |
| ----------- | ------ | ---------------- | ---------- | ---------- | ---------- | ---------- |
| Corinthians | 6:0    | São Paulo        | 3:2        | 2:1        | ---        | 5:3        |
| Vitória     | 3:6    | Atlético Mineiro | 0:3        | 2:1        | 0:3        | 2:7        |

### Final
| 12 de diciembre de 1999 | Atlético Mineiro | 3 – 2 | Corinthians              | Estadio Mineirão, Belo Horizonte,                               |                                                                 |
|                         |                  |       | 39' Vampeta · 69' Luizão | Asistencia: 78.382 espectadores Árbitro(s): Oscar Roberto Godói | Asistencia: 78.382 espectadores Árbitro(s): Oscar Roberto Godói |

| 19 de diciembre de 1999 | Corinthians     | 2 – 0 | Atlético Mineiro | Estadio Morumbi, São Paulo,                                                 |                                                                             |
|                         | Luizão 28', 59' |       |                  | Asistencia: Sin datos de espectadores Árbitro(s): Márcio Rezende de Freitas | Asistencia: Sin datos de espectadores Árbitro(s): Márcio Rezende de Freitas |

### Partido de desempate
| 22 de diciembre de 1999 | Corinthians | 3 – 2 | Atlético Mineiro | Estadio Morumbi, São Paulo,                                            |  |
|                         |             |       |                  | Asistencia: Sin datos de espectadores Árbitro(s): Carlos Eugênio Simon |  |

|                                 |
| Bandera del estado de São Paulo |
| Campeón Corinthians 3.er título |

- Corinthians campeón del torneo y Atlético Mineiro subcampeón, clasifican a Copa Libertadores 2000.

- Juventude clasifica a Copa Libertadores 2000 en su calidad de campeón de la Copa de Brasil 1999.

- Palmeiras clasifica a Copa Libertadores 2000 por ser el campeón de la Copa Libertadores 1999.

- Atlético Paranaense clasifica a Copa Libertadores 2000 por vencer en un torneo playoffs entre los clubes clasificados entre el 9° y el 16° puesto.

## Posiciones finales
- Tres puntos por victoria y uno por empate.
- Tres puntos por victoria y uno por empate.
| Pos | Equipo                      | Pts | PJ | PG | PE | PP | GF | GC | Dif |
| --- | --------------------------- | --- | -- | -- | -- | -- | -- | -- | --- |
| 1.  | Corinthians                 | 59  | 29 | 18 | 5  | 6  | 61 | 38 | 23  |
| 2.  | Atlético Mineiro            | 49  | 29 | 15 | 4  | 10 | 56 | 40 | 16  |
| 3.  | Vitória                     | 42  | 27 | 12 | 6  | 9  | 41 | 47 | -6  |
| 4.  | São Paulo                   | 40  | 26 | 13 | 1  | 12 | 45 | 35 | 10  |
| 5.  | Cruzeiro                    | 42  | 23 | 12 | 6  | 5  | 50 | 39 | 11  |
| 6.  | Ponte Preta                 | 38  | 24 | 11 | 5  | 8  | 29 | 23 | 6   |
| 7.  | Vasco da Gama               | 38  | 24 | 10 | 8  | 6  | 40 | 31 | 9   |
| 8.  | Guarani de Campinas         | 35  | 24 | 10 | 5  | 9  | 32 | 25 | 7   |
| 9.  | Atlético Paranaense         | 31  | 21 | 9  | 4  | 8  | 36 | 31 | 5   |
| 10. | Palmeiras                   | 31  | 21 | 8  | 7  | 6  | 36 | 23 | 13  |
| 11. | Santos                      | 30  | 21 | 8  | 6  | 7  | 25 | 26 | -1  |
| 12. | Flamengo                    | 29  | 21 | 9  | 2  | 10 | 30 | 33 | -3  |
| 13. | Coritiba                    | 29  | 21 | 7  | 8  | 6  | 31 | 29 | 2   |
| 14. | Botafogo                    | 26  | 21 | 8  | 2  | 11 | 23 | 37 | -14 |
| 15. | Gama (A)                    | 26  | 21 | 7  | 5  | 9  | 24 | 29 | -5  |
| 16. | Internacional               | 24  | 21 | 7  | 3  | 11 | 18 | 26 | -8  |
| 17. | Paraná Clube                | 24  | 21 | 6  | 6  | 9  | 23 | 29 | -6  |
| 18. | Grêmio                      | 22  | 21 | 6  | 4  | 11 | 24 | 43 | -19 |
| 19. | Juventude                   | 22  | 21 | 5  | 7  | 9  | 18 | 32 | -14 |
| 20. | Botafogo Ribeirão-Preto (A) | 21  | 21 | 5  | 6  | 10 | 27 | 38 | -11 |
| 21. | Portuguesa                  | 18  | 21 | 4  | 6  | 11 | 27 | 31 | -4  |
| 22. | Sport Recife                | 17  | 21 | 3  | 8  | 10 | 14 | 25 | -11 |

- (A): Ascendido la temporada anterior.

## Descenso
Para definir el descenso a la Série B, la CBF estableció una tabla ponderada con los puntos promedio obtenidos entre los torneos 1998 y 1999, según la fórmula
{\displaystyle PT={\dfrac {\left({\dfrac {P98}{23}}+{\dfrac {P99}{21}}\right)}{2}}}
siendo P98 y P99 los puntos obtenidos en 1998 y 1999, respectivamente; mientras que para Gama y Botafogo de Ribeirão Preto, equipos que en 1998 disputaron la Serie B, la fórmula se redujo a:
{\displaystyle PT={\dfrac {P99}{21}}}
siendo los descendidos los clubes con los cuatro peores promedios.
Originalmente, los seis peores puntajes fueron:
1. Gama: 1,238
2. Internacional: 1,219
3. Botafogo: 1,178
4. Paraná: 1,093
5. Juventude: 1,089
6. Botafogo (RP): 1,000

con lo cual Botafogo, Paraná, Juventude y Botafogo (RP) estuvieron descendidos al término del campeonato. Pero una sanción a São Paulo por alineación indebida del jugador Sandro Hiroshi en los partidos contra Internacional y Botafogo (empate y triunfo paulista, respectivamente) originó que estos dos equipos recibieran los 3 puntos de dichos partidos, por lo que los coeficientes cambiaron a:
1. Internacional: 1,267
2. Botafogo: 1,249
3. Gama: 1,238
4. Paraná: 1,093
5. Juventude: 1,089
6. Botafogo (RP): 1,000

lo cual terminó salvando a Botafogo, ocupando Gama su lugar y descendiendo junto a Botafogo de Ribeirão Preto, Juventude y Paraná a la Série B 2000.
Sin embargo, Gama no aceptó esta decisión y apeló a la justicia ordinaria. Esta disputa judicial impidió a la CBF la realización del Campeonato Brasileño del 2000. Fue entonces que, para solucionar la paralización del torneo, el Clube dos 13 (que agrupa a los 13 equipos más poderosos de Brasil) decidió organizar el campeonato del año 2000, el cual fue llamado Copa João Havelange.

### Tabla de coeficientes 1998-99
| Pos | Equipo                    | P98 | P99 | PT | PJ | Prom  | Descenso                  |
| --- | ------------------------- | --- | --- | -- | -- | ----- | ------------------------- |
| 1   | Corinthians               | 46  | 44  | 90 | 44 | 2.045 |                           |
| 2   | Cruzeiro                  | 37  | 42  | 79 | 44 | 1.795 |                           |
| 3   | Palmeiras                 | 45  | 31  | 76 | 44 | 1.727 |                           |
| 4   | Santos                    | 41  | 30  | 71 | 44 | 1.614 |                           |
| 5   | Coritiba                  | 42  | 29  | 71 | 44 | 1.614 |                           |
| 6   | Vasco da Gama             | 34  | 36  | 70 | 44 | 1.591 |                           |
| 7   | Atlético Mineiro          | 36  | 33  | 69 | 44 | 1.568 |                           |
| 8   | Vitória                   | 30  | 34  | 64 | 44 | 1.455 |                           |
| 9   | Flamengo                  | 33  | 29  | 62 | 44 | 1.409 |                           |
| 10  | Ponte Preta               | 26  | 35  | 61 | 44 | 1.386 |                           |
| 11  | São Paulo                 | 27  | 34  | 61 | 44 | 1.386 |                           |
| 12  | Guarani                   | 25  | 33  | 58 | 44 | 1.318 |                           |
| 13  | Atlético Paranaense       | 27  | 31  | 58 | 44 | 1.318 |                           |
| 14  | Grêmio                    | 36  | 22  | 58 | 44 | 1.318 |                           |
| 15  | Portuguesa                | 40  | 18  | 58 | 44 | 1.318 |                           |
| 16  | Sport do Recife           | 40  | 17  | 57 | 44 | 1.295 |                           |
| 17  | Internacional             | 32  | 24  | 56 | 44 | 1.273 |                           |
| 18  | Botafogo                  | 29  | 26  | 55 | 44 | 1.25  |                           |
| 19  | Gama                      | —   | 26  | 26 | 21 | 1.238 | Descendido a Série B 2000 |
| 20  | Paraná                    | 24  | 24  | 48 | 44 | 1.091 | Descendido a Série B 2000 |
| 21  | Juventude                 | 26  | 22  | 48 | 44 | 1.091 | Descendido a Série B 2000 |
| 22  | Botafogo (Ribeirão Preto) | —   | 21  | 21 | 21 | 1     | Descendido a Série B 2000 |

Notes: 
1. ↑  «Brazilian Championship 1999». rsssf brasil.
2. 1 2 3   La CBF dio por ganadores a Botafogo e Internacional por 1–0, de sus partidos contra São Paulo, debido a la alineación indebida del jugador Sandro Hiroshi. Originalmente, São Paulo había vencido a Botafogo 6-1, y empatado 2-2 contra Internacional.

## Play-off Clasificatorio a la Copa Libertadores 2000

### Fase Preliminar
| Sport Recife | 3–4 | Portuguesa | 3–1 | 0–3 |

### Primeira Fase
| Internacional | 2–1 | Flamengo            | 1–0 | 1–1 |
| Grêmio        | 3–1 | Santos              | 2–1 | 1–0 |
| Botafogo      | 2–4 | Coritiba            | 1–1 | 1–3 |
| Portuguesa    | 3–3 | Atlético Paranaense | 3–1 | 0–2 |

### Segunda Fase
| Grêmio      | 2–2 | Internacional       | 1–1 | 1–1 |
| Coritiba    | 3–5 | Atlético Paranaense | 1–4 | 2–1 |
| Ponte Preta | 4–4 | Vasco da Gama       | 3–2 | 1–2 |
| Guarani     | 3–4 | Cruzeiro            | 3–1 | 0–3 |

### Tercera Fase
| Internacional | 2–3 | Atlético Paranaense | 1–1 | 1–2 |
| Vasco da Gama | 5–5 | Cruzeiro            | 3–1 | 2–4 |

### Semifinal
| Atlético Paranaense | 5–4 | São Paulo | 4–2 | 1–2 |
| Cruzeiro            | 5–2 | Vitória   | 3–1 | 2–1 |

### Final
| Atlético Paranaense | 4–2 | Cruzeiro | 3–0 | 1–2 |

## Goleadores
| Pos. | Jugador            | Club                | Goles |
| ---- | ------------------ | ------------------- | ----- |
| 1    | Guilherme          | Atlético Mineiro    | 28    |
| 2    | Alex Alves         | Cruzeiro            | 21    |
| 2    | Luizão             | Corinthians         | 21    |
| 4    | Marcelinho Carioca | Corinthians         | 15    |
| 5    | Dodô               | Santos              | 13    |
| 5    | Edmundo            | Vasco da Gama       | 13    |
| 7    | França             | Sao Paulo           | 12    |
| 7    | Romário            | Flamengo            | 12    |
| 9    | Kléber Pereira     | Atlético Paranaense | 10    |
| 9    | Cláudio Tauá       | Vitoria             | 10    |
| 9    | Tuta               | Vitoria             | 10    |